# 奧德博爾特 (愛荷華州)
奧德博爾特（英語：Odebolt）是一個位於美國愛荷華州索克縣的城市。

## 地理
奧德博爾特的座標為42°18′37″N 95°15′05″W / 42.31028°N 95.25139°W，而該地的平均海拔高度為415米（即1362英尺）。

## 人口
根據2010年美國人口普查的數據，奧德博爾特的面積為2.72平方千米，當中陸地面積為2.72平方千米，而水域面積為0.00平方千米。當地共有人口1013人，而人口密度為每平方千米372人。